# Algefa
Algefa (Allgemeine Filmaufnahme- und Vertriebs-GmbH) est une société allemande de production de cinéma.
Les fondateurs sont l'acteur Paul Hörbiger, le réalisateur E. W. Emo et le producteur Karl Künzel (de). La société produisit principalement des films de divertissement.

## Filmographie
- 1936 : Endstation (de) (réalisateur : E. W. Emo ; principaux acteurs : Hans Moser, Paul Hörbiger, Maria Andergast)
- 1936 : Trois cœurs de jeunes filles (de) (réalisateur : E. W. Emo ; principaux acteurs : Paul Hörbiger, Maria Andergast, Gustav Waldau)
- 1936 : Schabernack (réalisation : E.W. Emo ; principaux acteurs : Paul Hörbiger, Trude Marlen (de), Hans Moser
- 1936 : Fiakerlied (réalisateur : E. W. Emo ; principaux acteurs : Paul Hörbiger, Franz Schafheitlin, Gustav Waldau (de))
- 1937 : Die Austernlilli (réalisateur : E. W. Emo ; principaux acteurs : Helen Fichtmüller, Theo Lingen, Oskar Sima)
- 1939 : Drunter und drüber (réalisateur : Hubert Marischka ; principaux acteurs : Paul Hörbiger, Hilde Krüger (de), Albert Florath)
- 1939 : Hochzeitsreise zu dritt (réalisateur : Hubert Marischka ; principaux acteurs : Johannes Riemann, Paul Hörbiger, Maria Andergast)
- 1939 : Das Glück wohnt nebenan (réalisateur : Hubert Marischka ; principaux acteurs : Maria Andergast, Olly Holzmann (de), Wolf Albach-Retty)
- 1940 : Der ungetreue Eckehart (réalisateur : Hubert Marischka ; principaux acteurs : Hans Moser, Hedwig Bleibtreu, Lucie Englisch)
- 1940 : Herzensfreud - Herzensleid (réalisateur : Hubert Marischka ; principaux acteurs : Hans Leibelt, Erika von Thellmann (de))
- 1941 : Aufruhr im Damenstift (réalisateur : Friedrich Dammann (de) ; principaux acteurs : Maria Landrock (de), Hedwig Bleibtreu)
- 1941 : Sonntagskinder (réalisateur : Jürgen von Alten ; principaux acteurs : Erwin Biegel, Gerhard Dammann)
- 1952 : Du bist die Rose vom Wörthersee (réalisateur : Hubert Marischka ; principaux acteurs : Marte Harell, Grethe Weiser)
- 1953 : Der keusche Josef (réalisateur : Carl Boese ; principaux acteurs : Ludwig Schmitz (de), Waltraut Haas, Gunther Philipp)
- 1953 : Liebeserwachen (réalisateur : Hans Heinrich (de) ; principaux acteurs : Winnie Markus, Ingrid Andree, Carl Esmond)
- 1953 : Bezauberndes Fräulein (réalisateur : Georg Thomalla ; principaux acteurs : Georg Thomalla, Herta Staal (de))
- 1954 : Der treue Husar (réalisateur : Rudolf Schündler ; principaux acteurs : Paul Hörbiger, Loni Heuser, Harry Meyen)
- 1954 : Die schöne Müllerin (de) (réalisateur : Wolfgang Liebeneiner ; principaux acteurs : Hertha Feiler, Waltraut Haas, Gerhard Riedmann (de))
- 1954 : Phantom des großen Zeltes (réalisateur : Paul May ; principaux acteurs : René Deltgen, Angelika Hauff)
- 1955 : Oberwachtmeister Borck (réalisateur : Gerhard Lamprecht ; principaux acteurs : Gerhard Riedmann, Annemarie Düringer)
- 1955 : Urlaub auf Ehrenwort (de) (réalisateur : Wolfgang Liebeneiner ; principaux acteurs : Claus Biederstaedt, Eva Ingeborg Scholz)